# 吕纳 (上加龙省)
吕纳（法語：Lunax）是法国上加龙省的一个市镇，属于圣戈当区（Saint-Gaudens）热斯河畔布洛尼县（Boulogne-sur-Gesse）。该市镇总面积5.1平方公里，2009年时的人口为61人。

## 人口
吕纳人口变化图示